# Callionymus decoratus
Callionymus decoratus là một loài cá biển thuộc chi Callionymus trong họ Cá đàn lia. Loài này được mô tả lần đầu tiên vào năm 1905.

## Phân bố và môi trường sống
C. decoratus có phạm vi phân bố ở Bắc Thái Bình Dương. Đây là một loài đặc hữu của quần đảo Hawaii. C. decoratus sống trên đáy cát, được tìm thấy ở độ sâu khoảng từ 1 đến 134 m.

## Mô tả
Chiều dài tối đa được ghi nhận ở C. decoratus là khoảng 20,8 cm, thuộc về một cá thể đực. C. decoratus là loài dị hình giới tính. Màu sắc của cá mái trưởng thành khi còn sống: Nửa thân trên có màu nâu nhạt, lốm đốm các chấm nhỏ màu nâu và các mảng đốm trắng, với một hàng gồm 7 đốm màu nâu sẫm có kích thước bằng đường kính đồng tử dọc theo chiều dài thân. Nửa thân dưới, ngực và bụng có màu trắng. Đầu lốm đốm nâu, ngoại trừ môi có màu trắng. Vây lưng thứ nhất màu nâu vàng nhạt với nhiều đường xiên màu trắng, các đốm nhỏ màu nâu sẫm và một đốm đen lớn ở trên màng vây thứ 3. Vây lưng thứ hai trong suốt, cũng có nhiều đường trắng xiên và các đốm nhỏ màu nâu vàng. Vây hậu môn màu trắng ở gốc, màu đen ở gần rìa. Vây đuôi tương tự như vây lưng thứ hai, nhưng có ít vạch trắng hơn. Hai vây còn lại màu trắng, nhiều chấm nâu. Cá đực trưởng thành thì mất đốm đen ở vây lưng đầu tiên, thay vào đó là những đốm nâu đen ở nửa sau của vây lưng; có một dải màu nâu sẫm hoặc đen ở giữa cuống họng và nhiều đường sọc xiên màu nâu trên mang.
Số gai ở vây lưng: 4; Số tia vây mềm ở vây lưng: 8 - 9; Số gai ở vây hậu môn: 0; Số tia vây mềm ở vây hậu môn: 8 - 9; Số tia vây mềm ở vây ngực: 18 - 21; Số gai ở vây bụng: 1; Số tia vây mềm ở vây bụng: 5.